# Résolution 441 du Conseil de sécurité des Nations unies
Membres permanents
- Chine
- États-Unis
- France
- Royaume-Uni
- URSS

Membres non permanents
- Allemagne de l'Ouest
- Bolivie
- Canada
- Gabon
- Inde
- Koweït
- Mauritanie
- Nigéria
- Tchécoslovaquie
- Venezuela

Résolution no 440 Résolution no 442
La résolution 441 du Conseil de sécurité des Nations unies, adoptée le 30 novembre 1978, a examiné un rapport du secrétaire général concernant la K. Le Conseil de sécurité a pris note de ses efforts visant à établir une paix durable et juste au Moyen-Orient, mais a également exprimé sa préoccupation face à l’état de tension qui règne dans la région.
La résolution a décidé d'appeler les parties concernées à mettre immédiatement en œuvre la résolution 338 (1973), a renouvelé le mandat de la Force d'observation pour six mois supplémentaires, jusqu'au 31 mai 1979, et a demandé au secrétaire général de soumettre un rapport sur la situation à la fin de cette période.
La résolution a été adoptée par 14 voix contre aucune. La Chine n’a pas participé au vote.

## Voir également
- Conflit israélo-arabe
- Plateau du Golan
- Relations entre Israël et la Syrie
- Liste des résolutions du Conseil de sécurité des Nations unies adoptées en 1978